# Кея (Алба)
Кея (рум. Cheia) — село у повіті Алба в Румунії. Входить до складу комуни Римец.
Село розташоване на відстані 292 км на північний захід від Бухареста, 26 км на північ від Алба-Юлії, 54 км на південь від Клуж-Напоки.

## Населення
За даними перепису населення 2002 року у селі проживали 5 осіб, усі — румуни. Усі жителі села рідною мовою назвали румунську.